# الإنجيل الرباعي

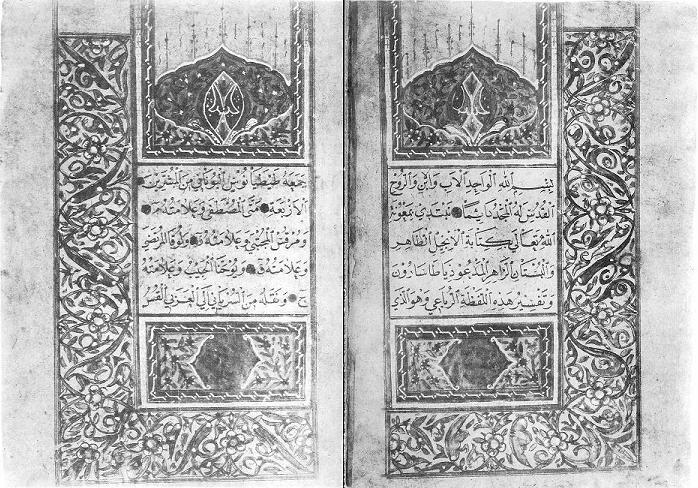
مقدمة الإنجيل الرباعي باللغة العربية، مترجم من اللغة السريانية من قبل القس أبي الفرج عبد الله الطيب في القرن الحادي عشر للميلاد

الإنجيل الرباعي أو دياتسارون Diatessaron (حوالي 150 – 160 م) أهم جمع توفيقي للأناجيل، حيث دمج فيه تاتيان أناجيل متى ومرقس ولوقا ويوحنا في رواية واحدة.
اتبع تاتيان نص الأناجيل بدقة لكنه وضعه في جمل جديدة مختلفة، حيث أن الأناجيل تختلف فيما بينها وجمعها يؤدي لصنع قصة جديدة تختلف عن الأصلية. ومثل غيره من التوفيقات فإن الإنجيل الرباعي يحل العبارات المتناقضة، ومثال ذلك حذف شجرتي النسب الموجودتين في متى ولوقا. ومن أجل وضع كل روايات الأناجيل القانونية صنع تاتيان رواية خاصة تختلف عن ترتيب الأناجيل السنوبتية وترتيب يوحنا. وحذف النصوص المكررة خاصة في الأناجيل السنوبتية. لا يحوي الإنجيل قصة الزانية (يوحنا 7: 53 – 8: 11) والذي يعتبر بشكل عام غير أصلي في إنجيل يوحنا. ولم يضف تاتيان الكثير من النصوص. ومفقود فيه 56 آية موجودة في الأناجيل القانونية، وهي في معظمها أنساب وقصة الزانية. وحجم الإنجيل 72% من الحجم الكلي للأناجيل الأربعة (McFall, 1994).
انتشرت الأناجيل بشكل منفصل وليست مجموعة في الكنيسة الأولى، وكان إنجيل متى الأكثر شعبية. ويدل الإنجيل الرباعي على قبول واسع للإناجيل الأربعة في منتصف القرن الثاني. وبعد عشرين سنة من جمع تاتيان له أعلن إريناوس صراحة أن الأناجيل الأربعة رسمية. وكان الإنجيل الرباعي النص المعياري المقبول في الكنائس التي استخدمة اللغة السريانية حتى القرن الخامس عندما انتشرت عوضه الأناجيل الأربعة بنسخة البسيطة.

## الإنجيل الرباعي في المسيحية السريانية
كان الإنجيل الرباعي النص المعياري المقبول لدى الكنائس السريانية لمدة قرنين، واستشهد به الكتاب السوريون وأشاروا إليه. فقد كتب أفرام السوري تعليقا عليه أعيد اكتشافه في 1957 عندما حصل تشستر بيتي على مخطوطة من دير قبطي هو دير السريان في وادي النطرون في مصر (Chester Beatty Syriac MS 709, Dublin) واكتشف أن المخطوطة تحوي تعليق أفرام ولكنها ناقصة. ومع ظهور مخطوطات أخرى في أوروبا أصبح 80% تقريبا من الأصل السرياني موجودا (McCarthy 1994). واقتباس أفرام للإنجيل الرباعي (رغم أنه لا يقتبسه كله) يقدم لأول مرة شاهدا مستقلا على نص تاتيان الأصلي ويؤكد المحتوى والترتيب.
هناك تساؤل عن سبب اختفاء هذا الإنجيل المهم الذي كان الإنجيل السرياني المعياري لمدة قرنين. فقد شك أسقف مدينة حورس في سوريا الكبرى سنة 423 أن تاتيان كان من الهراطقة لذا حصل على أكثر من مئتي نسخة من الإنجيل الرباعي وتخلص منها وأحل محلها الأناجيل الأربعة. وقد حلت الأناجيل الأربعة بنسخة البسيطة التي تأثر نصها السرياني بقراءات الإنجيل الرباعي. ومع الوقت وبدون تبقي نسخ للإنجيل الرباعي اكتسب سمعة أنه إنجيل هرطقة.

## مواقع خارجية
- Early Christian Writings: Diatessaron e-text and commentaries.
- Ante-Nicene Fathers vol. IX: an English translation of an Arabic text, published at Rome in 1888.
- Quattuor Evangeliorum Consonantia - The Latin harmony of the Gospels (1)
- Quattuor Evangeliorum Consonantia - The Latin harmony of the Gospels (2)
- Text of Arabic and Latin Translations of Diatessaron
- Diatessaron wiki